# Rafa Méndez
Rafael Tomás Méndez Ramos, més conegut com a Rafa Méndez (Tenerife, 6 de desembre de 1975) és un coreògraf i ballarí espanyol. Conegut per la seva participació al programa Fama, ¡a bailar!, de Cuatro.

## Trajectòria
Al llarg de la seva trajectòria professional ha col·laborat amb Luca Tommassini, Paul Roberts i Kim Gaven. Ha treballat com a primer ballarí, presentador i coreògraf en la RAI. Com a ballarí, ha protagonitzat videoclips i gires musicals amb artistes de la talla d'Emma Bunton, Geri Halliwell, Atomic Kitten, Sophie Ellis Bextor, Holly Valance, Eric Prydz, Patricia Manterola, Tiziano Ferro o Melody. A més, ha estat coreògraf de la cadena musical MTV Internacional i de diferents artistes italians. Des de 2009 és el responsable de coreografia de la cantant Rebeka Brown, realitzant alguns dels seus vídeos musicals, així com també als de Paris Hilton i al tour europeu de la boyband JYJ.
En la seva etapa a Espanya és conegut per les seves participacions a Cuatro com a professor del programa Fama, ¡a bailar! on era professor de funky i membre del jurat en les tres primeres edicions, en la quarta i la cinquena sol s'encarrega de realitzar perfomances amb el seu espectacle "Los 7 de Rafa Mendez" com a referència. I posteriorment presenta el late night, After Hours a la mateixa cadena. Després presenta ¡Mójate! al costat de Marbelys Zamora durant l'estiu de 2011. Des de setembre de 2014 i fins a agost de 2015 va ser el coreògraf i director artístic de la versió espanyola del programa Pequeños gigantes, que s'emet a Telecinco.
A més és director del seu propi espectacle teatral "Los 7 de Rafa Mendez" qui es troba de gira en aquests moments
Actualment, juntament amb el seu espectacle, dirigeix l'àrea de ball modern de l' Escola Municipal de Música i Dansa Isaac Albéniz de Parla (Madrid).
Des de gener de 2017 i fins a març de 2017, va estar al capdavant com a jutge de la primera edició del programa Tu sí que sí de laSexta.

## Televisió
- Fama, ¡a bailar!, (2008-2011) a Cuatro.
- ¡Mójate!, (2011) a Cuatro.
- After Hours, (2011) a Cuatro.
- Pequeños gigantes a Telecinco.
- Tú sí que sí, (2017-2018) a laSexta.
- Mi casa es la tuya, (2015) a TVE.
- Los Gipsy Kings, (2017) a Cuatro.
- Fenómeno Fan, (2018-present) a Canal Sur.